# Debrene, Dobrici
Debrene (în bulgară Дебрене, în română Cuiungiuc) este un sat în comuna Dobricika, regiunea Dobrici, Dobrogea de Sud, Bulgaria. 
Între anii 1913-1940 a făcut parte din plasa Ezibei a județului Caliacra, România.

## Demografie
Componența etnică a satului Debrene
     Romi (9,78%)
     Bulgari (78,26%)
     Nicio identificare (11,95%)
     Altele (0%)
La recensământul din 2011, populația satului Debrene era de 92 locuitori. Din punct de vedere etnic, majoritatea locuitorilor (78,26%) erau bulgari, cu o minoritate de romi (9,78%). Pentru 11,95% din locuitori nu este cunoscută apartenența etnică.